# Dane Bowers
Dane Leon Bowers (nascido em 28 de novembro de 1979) é um cantor, compositor e DJ inglês. Foi um dos integrantes da boy band Another Level, entre 1997 até o ano 2000, quando o grupo se desfez. Após o fim do Another Level, ele seguiu carreira solo e fez parcerias com True Steppers e Victoria Beckham.

## Carreira
Após a separação do Another Level em 2000, Bowers escreveu e liderou dois sucessos no top 10 do Reino Unido para o True Steppers em 2000: "Buggin" e "Out of Your Mind". "Buggin" alcançou a sexta posição no UK Singles Chart em abril de 2000. Este último apresentou a primeira gravação solo da Spice Girl Victoria Beckham e alcançou a segunda posição; foi batido para o primeiro lugar por Spiller apresentando Sophie Ellis-Bextor com "Groovejet (If This Ain't Love)" em agosto de 2000.
Em 2001, dois singles solo lançados sob o apelido de 'Dane', "Shut Up ... and Forget About It" (supostamente escrito sobre seu relacionamento com Katie Price) e "Another Lover", ambos alcançaram a 9ª posição no UK Singles Chart, e um álbum, Facing the Crowd, não foi lançado até então.
Posteriormente, Bowers passou a se concentrar no trabalho dos bastidores, escrevendo e produzindo, incluindo uma colaboração para o primeiro álbum solo de Victoria Beckham no outono daquele ano.
Bowers começou a se apresentar na televisão em 2002, co-apresentando Popstars: The Rivals "Extra" show com a ex-participante do Pop Idol, Hayley Evetts.
Dane apareceu no programa Totally Boyband, em que cinco membros de grupos pop foram modelados em um supergrupo chamado Upper Street. O grupo foi formado por Lee Latchford-Evans do Steps, Jimmy Constable do 911, Danny Wood do New Kids on the Block, e Bradley McIntosh do S Club 7. A série começou na MTV UK em setembro de 2006, mas seu primeiro single só alcançou o #35 e, posteriormente, o grupo terminou.
Em 2010, Bowers voltou a fazer música e assinou com a gravadora independente Conehead UK para gravar um álbum pop, com o primeiro single, "All She Needs", escrito por Jamie Scott, lançado em julho de 2010.
Em janeiro de 2014, Dane participou de um novo supergrupo chamado 5th Story, com Gareth Gates, Adam Rickitt, Kavana e o integrante do grupo de hip hop Blazing Squad, Kenzie. Eles foram um dos seis grupos a participar da segunda temporada do programa The Big Reunion do canal britânico ITV2.
Em 2019, Bowers se juntou a outro supergrupo ao lado de Abz Love (ex-Five), Shane Lynch (ex-Boyzone) e Ben Ofoedu (do duo Phats & Small) chamado Boyz On Block, que lançou covers de "Stay Another Day" do East 17 com o compositor e ex-integrante do East 17, Tony Mortimer e "All My Life" de K-Ci & JoJo.

## Vida pessoal
Bowers mora em Dubai, nos Emirados Árabes Unidos.
Em junho de 2012, Bowers foi acusado de agressão e assédio com agravantes raciais em conexão com um incidente em Norwich em 2 de junho de 2012. Em dezembro de 2012, Bowers admitiu uma acusação de agressão e outra de comportamento ameaçador durante uma briga de bêbados. Ele negou ter feito comentários racistas. O juiz aceitou sua confissão de culpa, dizendo: "Parece altamente improvável que você, devido ao seu histórico, tenha feito comentários racistas." Bowers foi condenado a trabalho comunitário não remunerado.
Em 21 de abril de 2013, Bowers foi preso e acusado de duas acusações de agressão por espancamento após um confronto em Butlins Bognor Regis. As acusações foram mais tarde reduzidas a "usar comportamento ameaçador ou abusivo susceptível de causar assédio, alarme ou angústia", do qual Bowers se declarou culpado e recebeu uma dispensa condicional.
Em novembro de 2015, Bowers foi condenado a 20 semanas de prisão, suspensa por 18 meses, por agredir sua então namorada em janeiro de 2015.

## Discografia

### Álbuns de estúdio
- Facing The Crowd (2021)

### Singles
- "Buggin'" (com True Steppers) (2000)
- "Out of Your Mind" (com Victoria Beckham) (2000)
- "Shut Up And Forget About It" (2001)
- "Another Lover" (2001)
- "The One" (com o Upper Street) (2006)
- "All She Needs" (2010)
- "Embrace" (com Finest Touch & Bartosz Brenes) (2013)
- "Stay Another Day" (com o Boyz On Block com part. de Tony Mortimer) (2020)
- "All My Life" (com o Boyz On Block) (2021)